# Kate Ryan
Kate Ryan, rodným jménem Katrien Verbeeck (* 22. červenec 1980, Tessenderlo) je belgická zpěvačka. Jedná se o vítězku ceny World Music Award. Svoji pěveckou kariéru započala v roce 2001 a reprezentovala Belgii v soutěži Eurovision Song Contest 2006 s písní "Je t'adore" (francouzsky Zbožňuji Tě), kde skončila dvanáctá v semifinále. Velice úspěšnou se v jejím podání stala také píseň "Désenchantée", jejíž původní autorkou je zpěvačka Mylène Farmer.

## Životopis
Narodila se ve vesnici Tessenderlo, která leží ve vlámské části Belgie. Vyrostla v hudební rodině a její talent k hudbě se projevil již ve velmi raném věku. V 8 letech se naučila hrát na piano a kytaru a naučila se zahrát prakticky každou skladbu, kterou slyšela v rádiu. Byla pokládána za hudební talent. Navštěvovala hodiny zpěvu a piana své tety, která učí na konzervatoři. Měla však také umělecké zájmy - studovala design šperků a klenotů.
V mládí hrála často po barech a kavárnách a po jednom vystoupení ji oslovil manažer, zda by nechtěla zkusit natočit album ve studiu. V 16 letech se stala členkou skupiny Melt. Tato skupina byla aktivní 2 roky, ale prorazit se jim nepodařilo. Úspěch se dostavil až ve spolupráci s manažerem Andy Janssensem. První úspěšný hit byla píseň „Scream For More“, jež byla nahrána v roce 2001 a tato píseň jí konečně pomohla prorazit.

## Diskografie (Alba)
2002 - Different

2004 - Stronger

2006 - Alive

2008 - Free

2009 - French Connection

2012 - Electroshock